# Rezolucija Vijeća sigurnosti UN-a 1082
Rezolucijom Vijeća sigurnosti UN-a 1082, jednoglasno usvojenom 27. studenoga 1996., nakon podsjećanja na prethodne rezolucije uključujući 1046 (1996.) i 1058 (1996.), Vijeće je produžilo mandat Snaga UN-a za preventivno raspoređivanje (UNPREDEP) u Makedoniji do 31. svibnja 1997. i smanjio njegovu veličinu.
Istaknuto je da je UNPREDEP odigrao važnu ulogu u očuvanju mira i stabilnosti u Makedoniji. Sigurnosna situacija nastavila se poboljšavati, ali stabilnost i mir u bivšoj Jugoslaviji još nisu bili postignuti. Postojala je nada da će se pozitivni pomaci nastaviti i da će se veličina UNPREDEP-a dodatno smanjiti. Odnosi Makedonije sa susjednim zemljama su se poboljšali i postignut je sporazum sa Saveznom Republikom Jugoslavijom (Srbija i Crna Gora) o označavanju njihove međusobne granice.
Produljenjem mandata UNPREDEP-a do 31. svibnja 1997., vijeće je također signaliziralo smanjenje njegove vojne komponente za 300 do 30. travnja 1997. s ciljem zaključenja mandata kada to okolnosti dopuste. Sve države članice pozvane su da pozitivno razmotre zahtjeve glavnog tajnika za pomoć UNPREDEP-u, tražeći od glavnog tajnika da do 15. travnja 1997. izvijesti vijeće o preporukama za budućnost međunarodne prisutnosti u Makedoniji.
Rusija je bila suzdržana.

## Vanjske poveznice
| Wikizvor | Engleski Wikizvor ima izvorni tekst na temu: United Nations Security Council Resolution 1082 |

- Text of the Resolution at undocs.org